# Akaike Yasuyuki
Yasuyuki Akaike (sinh ngày 18 tháng 5 năm 1974) là một cầu thủ bóng đá người Nhật Bản.

## Sự nghiệp câu lạc bộ
Yasuyuki Akaike đã từng chơi cho Consadole Sapporo.